# سعيد عبد الخالق

سعيد عبد الخالق (1948 -2010)، كاتب صحفي مصري رئيس رأس تحرير صحيفة «الوفد» الأحد

## النشأة
ولد سعيد في حي شبرا في 18 مارس 1948 وتخرج في آداب القاهرة 1972 قسم فلسفة واجتماع، وعمل ضابطا في القوات المسلحة من 73 وحتى 1978، حيث شارك في حرب أكتوبر. وعمل محررا بصحيفة الجمهورية منذ عام 1970 في بداياته الصحفية عندما كان طالبا، وتم تعيينه صحفيا في الجمهورية عام 1979، وبعدها بسنوات انتقل لصحيفة الأحرار، ليتولى رئاسة أكثر من قسم بها.
أشترك سعيد عبد الخالق في تأسيس صحيفة «الوفد» عام 1984. وتولى عبد الخالق منصب مساعد رئيس تحرير الوفد عام 1989 عقب وفاة مصطفى شردي، ثم مشاركاً مع عباس الطرابيلي في رئاسة تحرير الجريدة عام 1998. وتولى عام 2000 رئاسة تحرير جريدة «الميدان» المستقلة لعدة سنوات، ومنذ أول مارس 2009 عاد سعيد عبد الخالق لرئاسة تحرير «الوفد» حتى توفي.